# Olivier Bernard (pharmacien)
Pour les articles homonymes, voir Olivier Bernard et Bernard.
Olivier Bernard, connu sous le pseudonyme du Pharmachien, est un pharmacien et vulgarisateur scientifique canadien connu pour son usage de bandes dessinées pour contrer les mythes pseudo-scientifiques. Il est actif sur le Web, publie une série de livres, produit une émission de télévision, ainsi qu'un podcast pour Radio Canada.

## Biographie
Olivier Bernard a commencé à travailler comme pharmacien lors de l'obtention de son baccalauréat en 2004 de l'Université Laval à Québec. Il a par la suite complété, en 2006, une maîtrise en génétique moléculaire et a travaillé dans l'industrie pharmaceutique,.

Désillusionné par la logique d'affaires de l'industrie, Bernard la quitte en 2013. Il est aujourd'hui pharmacien à temps partiel, auteur de livres de vulgarisation médicale, producteur de sa série de télévision et conférencier.

« Il y avait toujours un combat entre le côté commercial et pharmaceutique. »

— Olivier Bernard, le Pharmachien.
Il partage ses commentaires sur la médecine et la pseudo-science sur son site web depuis 2012. Bernard emploie un style coloré, décrit par l'urgentologue Alain Vadeboncoeur comme « sympathique, mais assuré, voire un brin baveux », mais « n’attaque pas les gens, seulement les pratiques, les idées et les concepts ». Comme vulgarisateur scientifique, Bernard mentionne justement être influencé par Alain Vadeboncoeur, de même que les astrophysiciens Hubert Reeves et Neil deGrasse Tyson.

## Activité Web
Sur son site Web, le Pharmachien « déboulonne les mythes et les fausses croyances populaires dans le domaine de la santé […] encourage les gens à développer leur sens critique et à faire de meilleurs choix concernant les vaccins, le gluten, les suppléments alimentaires, le sucre ou les remèdes inutiles contre le rhume. »
Au mois de mars 2019, Bernard a fait l'objet d'une campagne de dénonciation et de doxxing de la part de partisans de l'injection intraveineuse de vitamine C comme traitement chez les patients atteints de cancer, après qu'il a discuté publiquement de l'absence de preuves scientifiques liées à ce traitement préconisé par certains praticiens de la médecine non conventionnelle. Il a dénoncé la virulence des attaques personnelles, dont sa conjointe a aussi fait l'objet,,,.

En 2017, la page Facebook du Pharmachien comptait 144 000 abonnés. Le site Web Lepharmachien.com recevait 350 000 visites par mois.

« La question que je me pose le plus souvent est : jusqu’à quel point faut-il vulgariser ? […] Atteindre un équilibre entre une bonne synthèse et du contenu rigoureux est toujours un défi. »

— Olivier Bernard, le Pharmachien
Le Pharmachien compte maintenant son alter-ego de langue anglaise : The Pharmafist a été mis en ligne le 19 février 2016.

## Livres

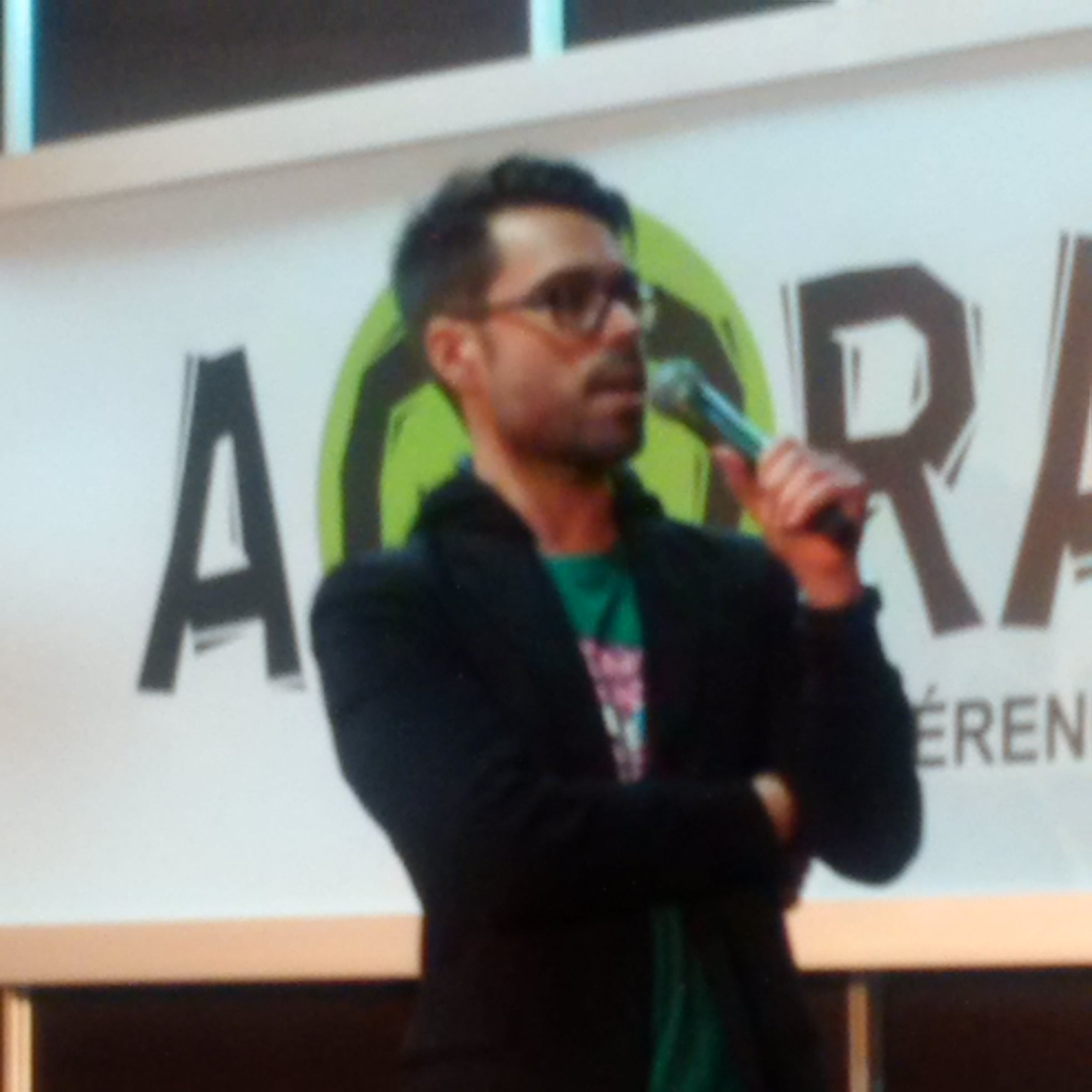
Olivier Bernard au Salon du livre de Montréal 2017.

En 2014, il fait un livre avec des extraits choisis de son site Web qui paraîtra aux Éditions les Malins. Celui-ci connaîtra deux suites.
| Année | Titre                                                              |
| ----- | ------------------------------------------------------------------ |
| 2014  | Le Pharmachien : Différencier le vrai du n'importe quoi en santé ! |
| 2015  | Le Pharmachien 2 : Guide de survie pour petits et grands bobos     |
| 2017  | Le Pharmachien 3 : La bible des arguments qui n'ont pas d'allure   |
| 2018  | Le petit garçon qui posait trop de questions,                      |

## Série télévisée
La série documentaire Les aventures du Pharmachien est diffusée par la chaîne ICI Explora depuis le 2 décembre 2016,. L'émission est aussi et rediffusée sur ICI Radio-Canada Télé. La série met en scène Olivier Bernard dans son personnage du pharmachien, présentant de l'information scientifique sur la santé, sous forme d'expériences, d'entrevues, de bandes dessinées et d'humour. Bernard est identifié comme animateur et producteur au contenu de l'émission pour DATSIT Sphère.
Dans le cadre de l'émission, Bernard essaie lui-même plusieurs des traitements qu'il dénonce comme étant inefficaces : crèmes solaires naturelles, solutions homéopathiques, produits visant à changer l'acidité de l'urine.
La premier épisode de la série a été vu par un total de 363 000 personnes sur les diverses plateformes de Radio-Canada. Une rediffusion a attiré 43 000 personnes.

## Podcast «Dérives»
En collaboration avec Radio-Canada, Bernard produit en 2020 un podcast appelé Dérives.
Dans la première saison en huit épisodes, Olivier Bernard tente de comprendre l'affaire Chantal Lavigne, décédée en  2011 lors d'un atelier de croissance personnelle à caractère ésotérique. Appelé "Dérives: Le rituel de sudation", l'émission reconstitue les événements qui ont mené à la tragédie, à partir d'entrevues avec diverses personnes impliquées,,.
Bernard indique que le décès de Lavigne lors d'un rituel s'apparentant au rebirth est l'un des facteurs qui l'ont incité à devenir communicateur scientifique.
Les neuf épisodes de la deuxième saison sortent en 2021. Dans cette série appelée "Ayahuasca", Olivier Bernard essaie de comprendre ce qui a mené Nelson Deschênes au suicide. Ce dernier est décédé au Pérou en 2019 après avoir ingéré de l’ayahuasca, une substance hallucinogène.
La troisième saison du balado, « Les secrets de La mafia médicale » parle du décès de Bernard Lachance des suites du SIDA. Elle aborde le thème de la désinformation propagées par certains médecins et scientifiques. Il y est question de Guylaine Lanctôt et de son livre La mafia médicale, paru en 1994,.
La quatrième saison du balado, intitulée « Le labyrinthe de Lyme » aborde le sujet de la maladie de Lyme, mais particulièrement de la forme chronique de la maladie. Elle est rendue disponible en mai 2025 sur la plateforme Ohdio de Radio-Canada. Bernard s'interroge sur plusieurs cas de suicide chez des personnes se disant atteintes de la maladie de Lyme chronique. Il aborde spécifiquement le cas d'Amélie Champagne, décédée en 2022. Il est aussi question de la position du microbiologiste-infectiologue Amir Khadir, qui va à l'encontre du consensus scientifique sur la maladie.

## Honneurs
- 2014 : Prix Sceptique, Les sceptiques du Québec[33] ;
- 2015 : Prix Innovation, Ordre des pharmaciens du Québec[1] ;
- 2018 : Prix Coup de Cœur, Association pour la santé publique du Québec[34] ;
- 2019 : Prix John-Maddox, revue Nature et Sense about Science[35],[36] ;
- 2024 : Médaille du service méritoire (division civile), Gouverneure générale du Canada[37].

## Vie personnelle
Bernard est originaire de Beauport, maintenant un quartier de la ville de Québec. Il habite Montréal depuis 2006.

Il est en couple avec l'autrice India Desjardins. À l'hiver 2017, Bernard indiquait au magazine universitaire Contact que fonder une famille n'était pas hors de question.

« J’ai toujours été sceptique. […] Je mettais sans cesse mes parents au défi, tout comme mes professeurs, dès le primaire. »

— Olivier Bernard, le Pharmachien
Passionné de plein-air, Bernard utilise les expéditions dans la nature pour recharger ses batteries.